# Dušan Petković
Dušan Petković (n. 13 iunie 1974) este un fost fotbalist sârb.

## Statistici
| Serbia | Serbia  | Serbia |
| An     | Meciuri | Goluri |
| ------ | ------- | ------ |
| 2000   | 1       | 0      |
| 2001   | 2       | 0      |
| 2002   | 0       | 0      |
| 2003   | 0       | 0      |
| 2004   | 4       | 0      |
| Total  | 7       | 1      |